# Артистический кружок
Артистический кружок — организация деятелей искусства в Москве в 1865—1883 годах. Кружок был создан для творческого взаимодействия его членов, помощи начинающим и нуждающимся актёрам и другим работникам искусства. Известен в истории русского театра середины XIX века как первая организация, которая в тот период сумела создать частный публичный театр в Москве.

## Организация
Члены кружка разделялись на три категории:
- почётные члены, среди которых были такие писатели, как А. Н. Островский, И. С. Тургенев, М. Е. Салтыков-Щедрин;
- действительные члены;
- члены-любители.

Кружок управлялся выборными старшинами.

## История
Кружок образовался по инициативе группы литераторов и художников, включавшей А. Н. Островского, Н. Г. Рубинштейна, В. Ф. Одоевского. Открытие произошло 14 ноября 1865 года.
Деятельность кружка включала чтения литературных произведений, исполнение музыки, обсуждения, лекции и выставки. Здесь читали свои работы Островский, А. Ф. Писемский, И. Ф. Горбунов, исполняли свои сочинения Рубинштейн и П. И. Чайковский.
Кружок прекратил существование в 1883 году из-за денежных проблем.

## Театр
Важную роль в жизни кружка играл театр, руководителем которого был Н. Е. Вильде. В связи с существовавшей тогда монополией императорских театров, частные публичные спектакли в Петербурге и Москве были запрещены, и спектакли поначалу назывались «семейно-драматическими вечерами». Однако, уже осенью 1867 года кружок получил разрешения на постановку спектаклей, поначалу только для членов кружка, а в следующем году — и публичных; театр был первым частным театром Москвы. Труппа состояла как из любителей, так и профессиональных актёров (так, в неё входили П. М. Садовский, С. В. Шумский, Н. А. Никулина, П. А. Стрепетова). С кружком связано становление таланта О. О. Садовской и М. П. Садовского.
С 1869 года спектакли (в основном произведения русских драматургов, особенно Островского) проходили в Шелапутинском театре.
С 1879 года при кружке работали курсы для актёров, на которых преподавали Г. Н. Новосельский, П. Д. Боборыкин, А. Н. Веселовский.